# Club Atlético Boca Juniors (voleibol feminino)
A equipe feminina de voleibol do   Club Atlético Boca Juniors ,  é  um time argentino de voleibol indoor da  cidade de Buenos Aires, que já disputou doze finais do Campeonato Argentino (Liga A1 Argentina) , possui três pódios com a medalha de bronze no Campeonato Sul-Americano de Clubes nos anos de 1998, 2009 e 2014 e a medalha de prata na edição do ano de 2013.
Foi vice-campeão da primeira edição da Copa Mercosul de 2008.Alcançou o tricampeonato nacional nas temporadas 2010-11,2011-12, 2013-14 e o quarto título na Liga A1 Argentina 2014-15.

## Resultados obtidos nas principais competições

### Títulos conquistados
- Campeonato Sul-Americano de Clubes:2012[10]
- Campeonato Sul-Americano de Clubes:1998,[5]2009[7] e 2014[13]
- Campeonato Sul-Americano de Clubes:2019
- Copa Mercosul:2008
- Campeonato Argentino( 6 vezes):2010-11,2011-12,2013-2014[15], 2014-15[16], 2018 e 2019.
- Campeonato Argentino(8 vezes): 1996-97,1997-98,2002-03,2007-08,2008-09,2009-10,2012-13[15], 2015-16[17]
- Campeonato Argentino(1 vez):2017[18]